# Gorath
Gorath (jap. 宇宙大怪獣ドゴラ Yōsei Gorasu) – japoński film katastroficzny sf z 1962 roku w reżyserii Ishirō Hondy.

## Fabuła
Pod koniec 1979 roku podczas podróży badawczej statku kosmicznego JX-1 Hayabusa na Saturna do załogi dociera misja, by zbadać czarnego karła o nazwie Gorath. Niestety, JX-1 Hayabusa zbliża się zbyt blisko Goratha i jest zmiażdżony przez jego grawitację. Jednak przed śmiercią dowódca statku, kpt. Raizō Sonoda przesyła najważniejsze dane z powrotem na Ziemię.
W okresie bożonarodzeniowym Tatsuma Kanai chwali się swym przyjaciółkom – Takiko i córce Sonody, Tomoko, że jego aplikacja na astronautę została rozpatrzona pozytywnie. Wkrótce Tomokoy, dowiaduje się o śmierci ojca. Trwa żałoba po załodze JX-1 Hayabusa. Tymczasem do rządu przybywają astrofizycy – doktorzy Tazawa i Kōno, którzy po analizie przesłanych danych, odkrywają, że Gorath znajduje się na kursie kolizyjnym z Ziemią. Chociaż jest mniejszy od Ziemi, jego masa jest wystarczająco duża, aby ją zmiażdżyć i zniszczyć.
Wobec tego Japonia i ONZ zaczynają opracowywać plan obrony przed Gorathem. Kanai znajduje się wśród kadetów mających uczestniczyć w kolejnej misji obserwacyjnej Goratha, jednak rozchodzi się wieść, że misja zostaje odwołana. Nie mogąc znaleźć zrozumienia u kapitana Endo, dowódcy potencjalnej wyprawy, kadeci kradną helikopter i lecą do ministerstwa kosmosu starając się wybłagać ministra. Ten mówi im, że ze względu na znaczenie misji potrzebny jest ogromny budżet.
Tazawa i Kōno docierają do ojca kpt. Sonody, Kensuke, by poinformować o braku konkretnego planu odnośnie do Goratha. Gdy syn kpt. Sonody, Hayao luźno rzuca, by usunąć Ziemię z drogi Goratha, Tazawie podsuwa to pomysł. Na forum ONZ on i Kōno prezentują dwie możliwości: pierwsza polega na wysłaniu misji celem wysadzenia Goratha, druga na podjęciu próbę przesunięcia Ziemi z jej orbity. Ze względu na możliwy zbyt krótki czas dotarcia na Gorath zostaje wybrana druga możliwość. Jednocześnie wedle danych japońskich naukowców wojsko wierzy w realizację wysadzenia Goratha. Po prezentacji opisującej skutki zderzenia się z Gorathem Zgromadzenie Narodowe decyduje się wesprzeć naukowców i natychmiast przyjmuje prośbę ONZ o wysłanie misji celem studiowania Gorath.

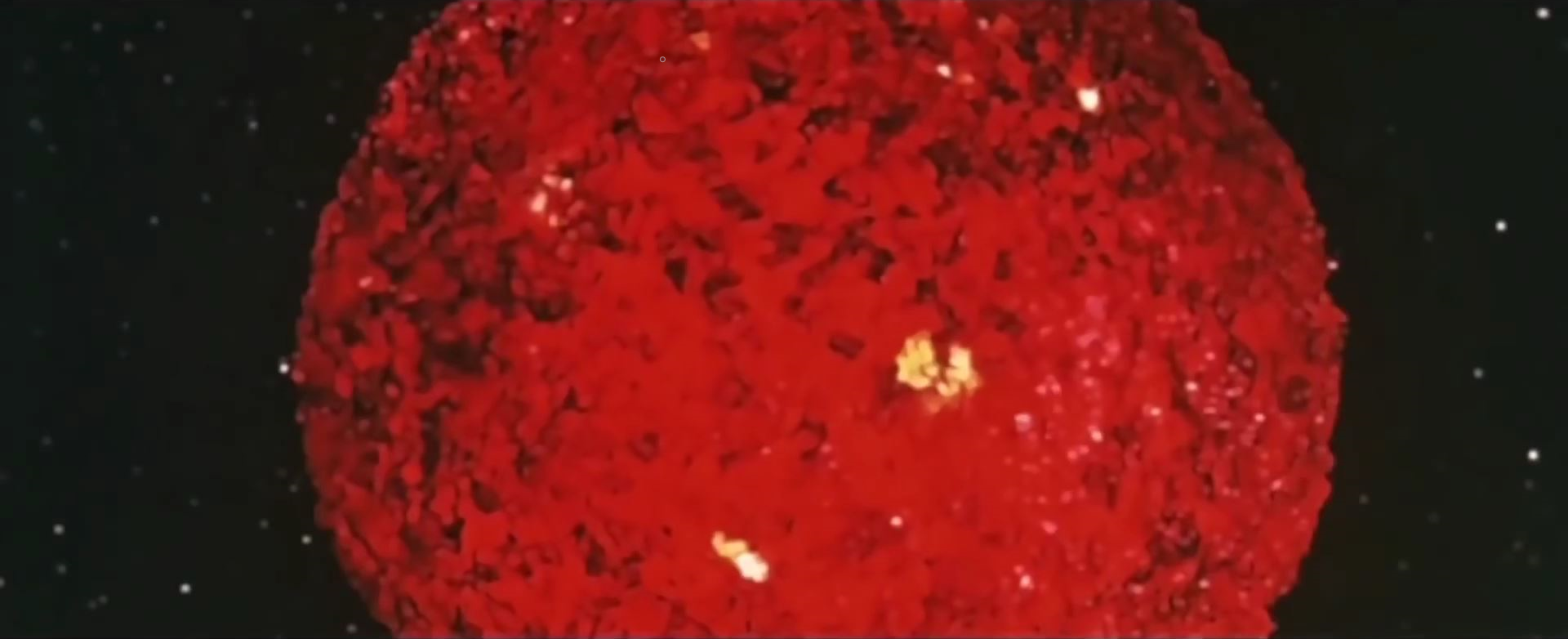
Gorath

Kadeci świętują przed odlotem, a w międzyczasie Kanai odwiedza Takiko. Niepewny, że wróci z misji, wręcza jej ozdobny naszyjnik, ale ona ją odrzuca. Wciąż nie może się pogodzić ze śmiercią swego narzeczonego będącego załogantem JX-1 Hayabusa, co prowadzi do kłótni z Kanaiem. Misja zostaje wysłana statkiem kosmicznym JX-2 Ōtori, a po drodze mijają francuskie, portugalskie i czechosłowackie międzynarodowe stacje kosmiczne. Zbliżając się do Goratha, JX-2 Ōtori odkrywa, że jego siła grawitacyjna wzrosła, co jest konsekwencją pochłaniania kosmicznych śmieci podczas podróży. Kanai rozpoczyna zbieranie danych i ledwo uchodzi z życiem, zanim spotka go los JX-1 Hayabusa. Zostaje pozostawiony w stanie katatonicznym z powodu swojego doświadczenia bliskiego śmierci. JX-2 Ōtori dokuje na jednej z międzynarodowych stacji kosmicznych, więc zebrane przez niego dane mogą zostać przeanalizowane.
Jednocześnie na Antarktydzie rozpoczynają się prace na dużą skalę, w ramach których konieczne będzie zbudowanie potężnych strumieni wodoru, które będą potrzebne do przeniesienia. Jednak następuje katastrofalne zawalenie opóźniające pracę około o sześćdziesiąt dni. Ostatecznie rakiety wodorowe z powodzeniem wystrzeliwują. Tazawa otrzymuje zewsząd gratulacje, jednak niepokoi go stale rosnąca masa Goratha. Kōno sprzeciwia się instalacji dodatkowych rakiet, ale obiecuje ją rozważyć. Po tym, jak Tazawa odchodzi z Tomoko, Kōno zwierza się Kensuke, że ONZ doszło do wniosku, że nic poza cudem nie uratuje Ziemi, gdyż przyciąganie Goratha jest zbyt silne. Tomoko pociesza Tazawę, mówiąc, że przynajmniej dał ludzkości nadzieję, i obejmują się.
Na Antarktydzie niespodziewanie wyłania się gigantyczny mors i atakuje bazę ONZ. Kensuke identyfikuje go jako prehistorycznego gada po zbadaniu próbki krwi i teoretyzuje, że został obudzony przez rakiety ogrzewające jego środowisko. Odrzutowiec VTOL dostrzega go i strzela laserem w pobliską górę, zakopując go w gruzach. Kensuke i Kōno lądują i próbują obserwować morsa z bliska, ale szybko się wyrywa, zmuszając ich do wycofania się. Nie mając innego wyboru, VTOL atakuje bezpośrednio morsa i zabija go.
Tuż przed lądowaniem na Ziemi załoga JX-2 Ōtori obserwuje, jak Gorath pozbawia Saturna jego pierścieni. Słysząc w wiadomościach jak Gorath rozdziera ciała niebieskie w pobliżu jego ścieżki i wywołuje klęski żywiołowe wokół Ziemi Tomoko i Takiko przygotowują się do ewakuacji Tokio, chociaż Takiko wierzy, że nie ma dokąd uciekać. Dwóch kolegów Kanaia przyprowadza go do nich w nadziei na przywrócenie mu pamięci, ale on ich nie rozpoznaje. Mimo to zgadzają się zabrać go ze sobą.
Gorath staje się widoczny na niebie w miarę kontynuowania swej wędrówki, a następnie pochłania Księżyc. Fale pływowe zalewają Tokio. Trzęsienie ziemi dewastuje wioskę w pobliżu domu Sonody. Fale pływowe uderzają również w bazę ONZ na Antarktydzie, ale rakiety wciąż działają. Oglądając Goratha w telewizji, przywraca się pamięć przerażonego Kanaiego. Wszyscy milczą, gdy Gorath mija Ziemię. Oblany potem Tazawa ogłasza, że im się udało, a w bazie panuje euforia. Tazawa i jego koledzy rozważają zadanie, które czeka: przywrócenie Ziemi na jej pierwotną orbitę. Rodzina Sonoda, Kanai i Takiko obserwują, jak wody powodziowe powoli ustępują z Tokio. ONZ przekazuje światu przesłanie, że to dzięki współpracy udało się przezwyciężyć Goratha i ludzkość powinna skorzystać z okazji, aby pracować razem przez całą wieczność.

## Obsada
- Ryō Ikebe – dr Tazawa
- Ken Uehara – dr Kōno
- Akira Kubo – Tatsuma Kanai
- Yumi Shirakawa – Tomoko Sonoda
- Kumi Mizuno – Takiko Nomura
- Takashi Shimura – Kensuke Sonoda
- Fumio Sakashita – Hayao Sonoda
- Akihiko Hirata – kpt. Endo
- Kenji Sahara – wicekpt. Saiki
- Tamakaru Sasaki – premier Seki
- Eitaro Ozawa – minister sprawiedliwości Kinami
- Seizaburo Kawazu – minister finansów Tada
- Kō Nishimura – minister kosmosu Murata
- Jun Tazaki – kpt. Raizō Sonoda
- Masanari Nihei – Ito
- Kōichi Satō – pilot JX-2 Ōtori #1
- Yukihiko Gondō – pilot JX-2 Ōtori #2
- Toshihiko Furuta – obserwator JX-2 Ōtori #1
- Masayoshi Kawabe – obserwator JX-2 Ōtori #2
- Yukiyuki Uemura – matematyk JX-2 Ōtori #1
- Tadashi Okabe – matematyk JX-2 Ōtori #2
- Rinsaku Ogata – inżynier JX-2 Ōtori #1
- Ken’ichirō Maruyama – inżynier JX-2 Ōtori #2
- Yasushi Matsubara – radiooperator JX-2 Ōtori #1
- Yasuhiko Saijō – radiooperator JX-2 Ōtori #2
- Ikio Sawamura – taksówkarz
- Hideyo Amamoto – pijak w barze
- Katsumi Tezuka – Maguma

## Maguma
Maguma (jap. マグマ) – fikcyjny olbrzymi potwór (kaijū), występujący w japońskich produkcjach fantastycznonaukowych wytwórni Tōhō.
Maguma jest stworzeniem podobnym do morsa, które zamieszkiwało Antarktydę dziesiątki tysięcy lat temu i zostało przebudzone z powodu zmian klimatycznych spowodowanych zapłonem rakiet wodorowych. Pomimo swojego wyglądu, Maguma jest w rzeczywistości przedstawicielem gadów, określonym przez badanie próbek krwi pod mikroskopem.
W filmie Gorath, kiedy ONZ wcieliło udany plan przesunięcia Ziemi poprzez instalację rakiet wodorowych na biegunie południowym celem przesunięcia Ziemi z orbity i uniknięcia kolizji z czarnym karłem Gorathem, podczas rutynowej kontroli tamtejszych baz nastąpiło trzęsienie ziemi. Wkrótce okazuje się, że sprawcą jest gigantyczny potwór podobny do morsa powodujący szkody materialne w bazie. Wieści szybko dotarły do Nowego Jorku, choć pierwotnie brane jest to za zwykłe trzęsienie ziemi. Tam doktor Kōno szybko wykonał wideofon do Kensuke Sonody z prośbą o natychmiastowe przybycie na Antarktydę. Tam została przeprowadzona analiza krwi, które dowodzi, że to zwierzę spowodowało niedawne problemy. Wszyscy się głowią się, co spowodowało nagłe zjawienie Magumy. Nagle Sonoda połączył fakty i stwierdził, że działanie rakiet wodorowych spowodowało ocieplenie klimatu na Antarktydzie, a co za tym idzie zbudzenie potwora z hibernacji. Zrozumiał gniewne zachowanie Magumy i powiedział, że chciałby zachować go przy życiu do badań. ONZ-owski odrzutowiec VTOL strzelił laserem w wąwóz powodując zasypanie Magumy. Będący na pokładzie doktor Tazawa, doktor Kōno i Kensuke Sonoda zdecydowali się, by obserwować go z bliska. Szybko się okazało się, że Maguma wciąż żyje i zmusza naukowców do bezpiecznej ucieczki. Szybko została podjęta decyzja, by VTOL zaatakował Magumę. Laserowy atak spowodował nagłą śmierć Magumy.
Maguma pojawił się w zeszycie  Toho Monsters Picture Book #10, Monster Olympics oraz w części „Space Monsters vs. Earth Monsters” z listy dźwiękowej Giant Monster Battle: 30 Monsters Rampage !! z 1966 roku wydanej przez Asahi Sonorama, jako część ziemskiej armii potworów walczącej z Królem Ghidorą, Dogorą i Moguerą. Potwór Todora jest przedstawiony na drugiej stronie arkusza pocztówki w „Decisive Battle! Ultraman”.
W książce GODZILLA: Monster Apocalypse Maguma objawił się światu w 2024 roku, atakując i niszcząc Koreę Północną. Następnie zaczął przemieszczać się na południe i zbliżać się do Seulu w Korei Południowej. Stany Zjednoczone wystrzeliły taktyczny pocisk nuklearny w Magumę i zniszczyły go, oznaczając pierwsze użycie broni jądrowej przeciwko kaijū.

## Produkcja

### Przygotowania
W związku rozwojem programów kosmicznych, a zwłaszcza sukcesu Wostok 1, pierwszego lotu kosmicznego człowieka w kosmos w ramach programu Wostok Tōhō zdecydowało się stworzyć film o podobnej tematyce. Projekt został nazwany Chikyū dai kaizō (jap. 地球大改造; pol. Przebudowa Ziemi) i jako, że miał być to pięćdziesiąty film z efektami specjalnych autorstwa Eiji Tsuburaya, został zaplanowany na 300 dni produkcji, o koszcie 380 milionów jenów, z czego 1/3 miała zostać przeznaczona na efekty specjalne. Film został przydzielony Ishirō Hondzie.

### Scenariusz
Za wstępny scenariusz odpowiadał, pracujący wcześniej przy Tajemniczych przybyszach, Battle in Outer Space i wstępnej wersji Dogory, pisarz Jōjirō Okami inspirując się filmem When Worlds Collide z 1951 roku. Pierwotnie pomysł polegał na tym, aby wybrać tylko japońską elitę i ewakuować ją, pozwalając na zniszczenie planety. Honda i scenarzysta Takeshi Kimura na nowo opracowali historię, łącząc narody w celu ocalenia świata poprzez konstruowanie masywnych silników rakietowych na biegunie południowym, które usuwają Ziemię z drogi Goratha. W gotowym filmie wydaje się mieć niezamierzone uderzenie w When Worlds Collide poprzez słowa kapitana Endo: „Ludzkość [kiedyś była] podzielona na rasy białą, czarną i żółtą przed ONZ. Zaufanie, honor i współpraca to cechy, które nas połączyły”.
Chcąc zachować realizm przed rozpoczęciem zdjęć Honda i jego asystent Kōji Kajitą uczęszczali przez prawie miesiąc na Katedrę Astronomii na Wydziale Nauk Uniwersytetu Tokijskiego, konsultując się z Gen’ichirō Hori i Takeo Hatanaką, znanym profesorem astrofizyki, który zebrał liczby pojawiające się w scenach z udziałem matematycznych wyliczeń tablic. „Wszystkie kwestie Ikebe są oparte na prawdziwych danych naukowych. Wszystko zostało precyzyjnie wyliczone przez ludzi prof. Hatanaki. Na przykład, u podstawy bieguna południowego, rodzaj budynków, które należy zbudować lub wytwarzających źródło energii z wodoru. Czy to było możliwe... zawsze upewnialiśmy się, że istnieją rzeczywiste podstawy naukowe”. Operowanie językiem naukowym i wzory na obliczenie energii potrzebnej do poruszenia ziemi itp., przedstawione na tablicy w filmie, zostały napisane przez samego Hori. Wyliczył je, zakładając, że są one całkowicie wykonalne, ale co do sceny pochłonięcia Księżyca przez Goratha” wyraził sceptycyzm, mówiąc, że „Ziemia powinna zostać wessana, gdy Księżyc był wessany”. Po zrozumieniu, że to fikcja, dodał warunek: „Ilekroć ten temat pojawia się w kasie, proszę dopisać, że ta część to kłamstwo”.
| „Zwykli ludzie nie mogą stać na czele wielkich problemów, ale jest ich o wiele więcej... więc te sceny tworzą głębię opowieści. To są typy ludzi, których chcę w moich filmach. To podstawa moich filmów.”— Ishirō Honda |

Honda zdecydował również, by w filmie nie było powszechnej paniki: „Ludzie głośno płaczą, złoszczą się, to po prostu nie wydaje się prawdziwe” – dodał. „Gdyby coś takiego się wydarzyło, ludzie poważnie zastanowiliby się, jak sobie z tym poradzić. Jest to o wiele bardziej naturalny styl niż przesadna reakcja, styl, który publiczność może traktować poważniej”.
W międzyczasie zarząd Tōhō uważał, że włączenie kaijū do filmu Eiji Tsuburayi jest konieczne i poprosili o włączenie takowego do Chikyū dai kaizō. Honda był przeciwny temu pomysłowi, ale ostatecznie ustąpił i przyczynił się do opracowania propozycji projektowych stworzenia. W scenariuszu Takeshiego Kimura, kaijū został po prostu opisany jako dinozaur, podczas gdy jego imię „Maguma” wybrano w sondażach publicznych.

### Casting

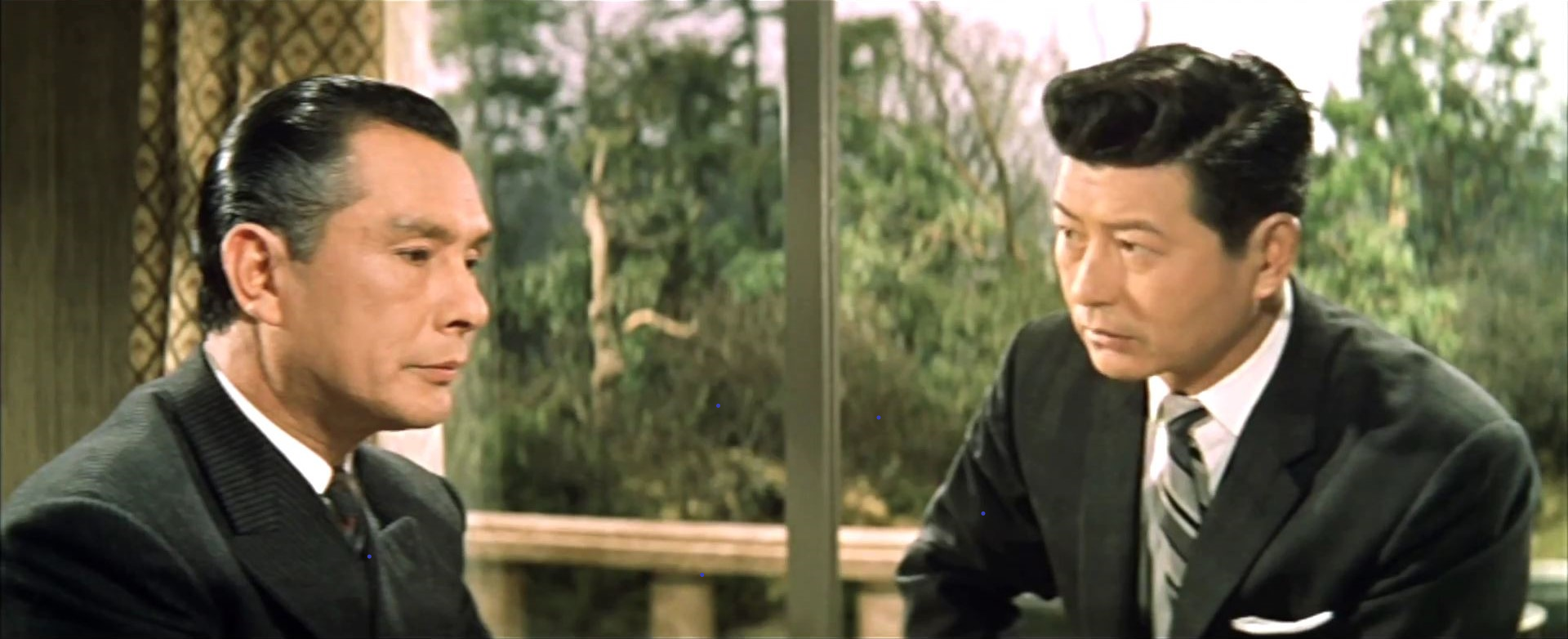
Ken Uehara i Ryō Ikebe – odtwórcy ról doktorów Tazawy i Kōno.

Honda w wielu rolach zatrudnił wiele aktorów, którzy regularnie występowali w jego filmach wielu. m.in. Akihiko Hirata i Kenji Sahara. W rolę astrofizyków wcielili Ryō Ikebe i Ken Uehara, podczas gdy Takashi Shimura wcielił się w ich starszego kolegę. Role polityków z japońskiego rządu zagrali Takamaru Sasaki, Seizaburo Kawazu i Kō Nishimura znani głównie z filmów Akiry Kurosawy.
Kenji Sahara, który złamał nogę w czasie zdjęć, był przygotowany do odejścia i spotkał się z reżyserem Hondą, ale ten powiedział, że nikt nie może go zastąpić. Dokończono zdjęcia redukując sceny chodzenia Sahary tak bardzo, jak to możliwe.

### Muzyka
Muzykę zlecono Kanowi Ishii będącego świeżo po międzynarodowym sukcesie suity baletowej Marimo, która doprowadził do jego kontraktu z Tōhō. Podobnie jak w przypadku większości innych japońskich kompozytorów, na których duży wpływ wywarły zachodnie trendy muzyczne. Hideyo Tsuburaya uważa się, że dzieła Kan Ishii są dobrze romantyczne w tradycji Starego Świata. Według niego partytura Goratha dowodzi tego w okazjonalnym używaniu altówki solo, niskostrunowych skrzypiec, które zwykle tworzą smutne i melancholijne tło. Brak większości instrumentów perkusyjnych i dętych drewnianych w orkiestrze służy również wybiciu z krawędzi muzycznej.

### Efekty specjalne

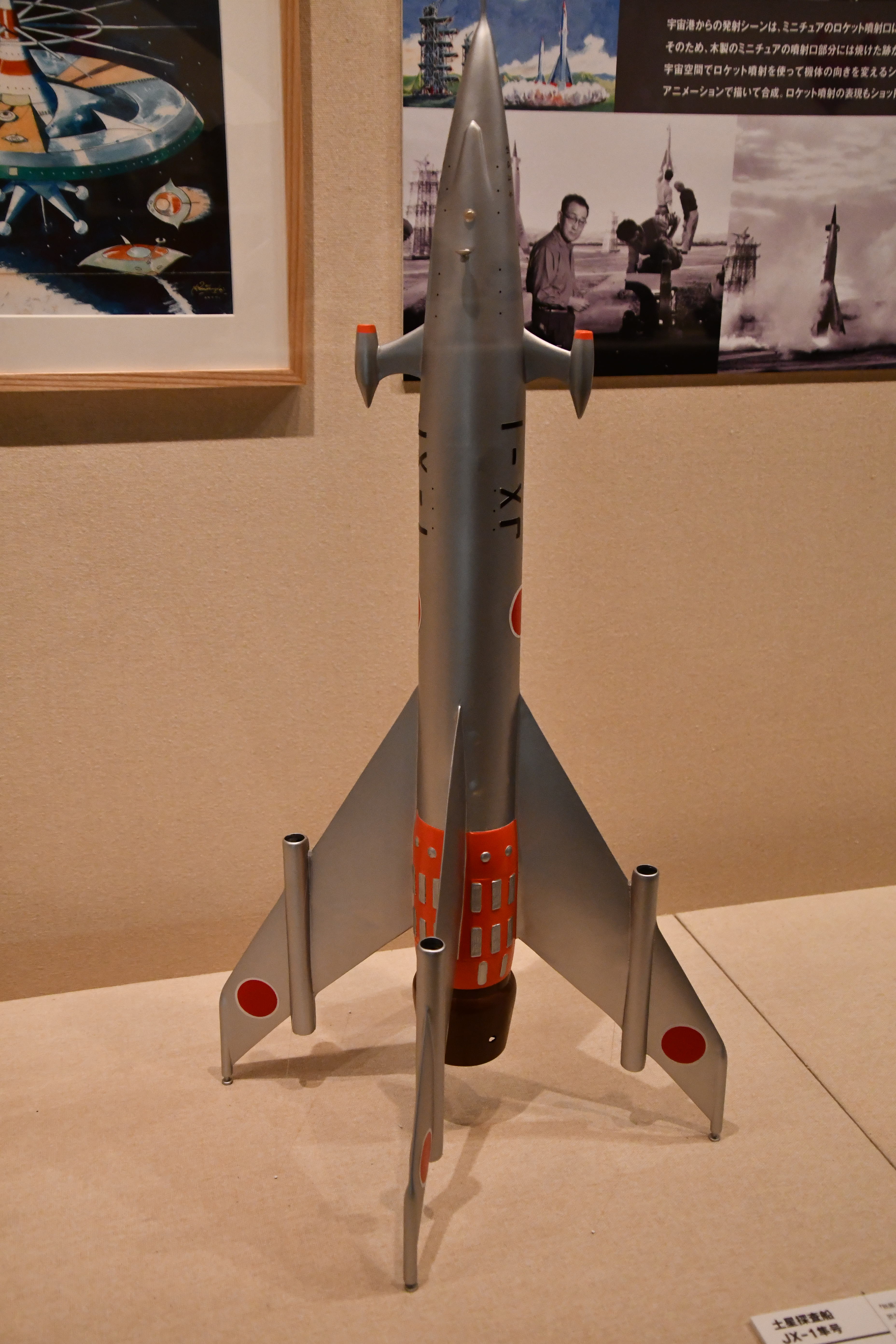
Makieta JX-1 Hayabusa w Muzeum Kultury w Akashi

Ekipa efektów specjalnych stworzyła na dużą skalę miniatury. Zostało zbudowano tak wiele zestawów, że nie było gdzie postawić świateł i ukryć kamer i był problem z poruszaniem się po planie. Tsuburaya brał fragmenty zestawu, rozłożył go, a następnie wziął wszystkie różne kąty i ujęcia z bliska, po czym budował następny element, a następnie wykonał długie ujęcia.
Lodołamacz w miejscu, w którym lodołamacz przemierza Antarktydę, został wykonany ze styropianu, który był wówczas najnowszym materiałem. Ponadto sceny zatopionego budynku Parlamentu i zamku Ōsaka zostały nakręcone poprzez wniesienie kompletu budynków do Arakawy. Większość konstrukcji, takich jak budynki, była wykonana z drewna i łatwo unosiła się na wodzie, więc często były zmywane podczas kręcenia zdjęć. Ponadto sceny zanurzeniowe stacji Yūrakuchō i mostu Kachidoki zostały nakręcone jako zestaw, a zamiast tradycyjnej metody spłukiwania zmagazynowanej w zbiorniku wody zastosowano również metodę przelewania wody basenowej.

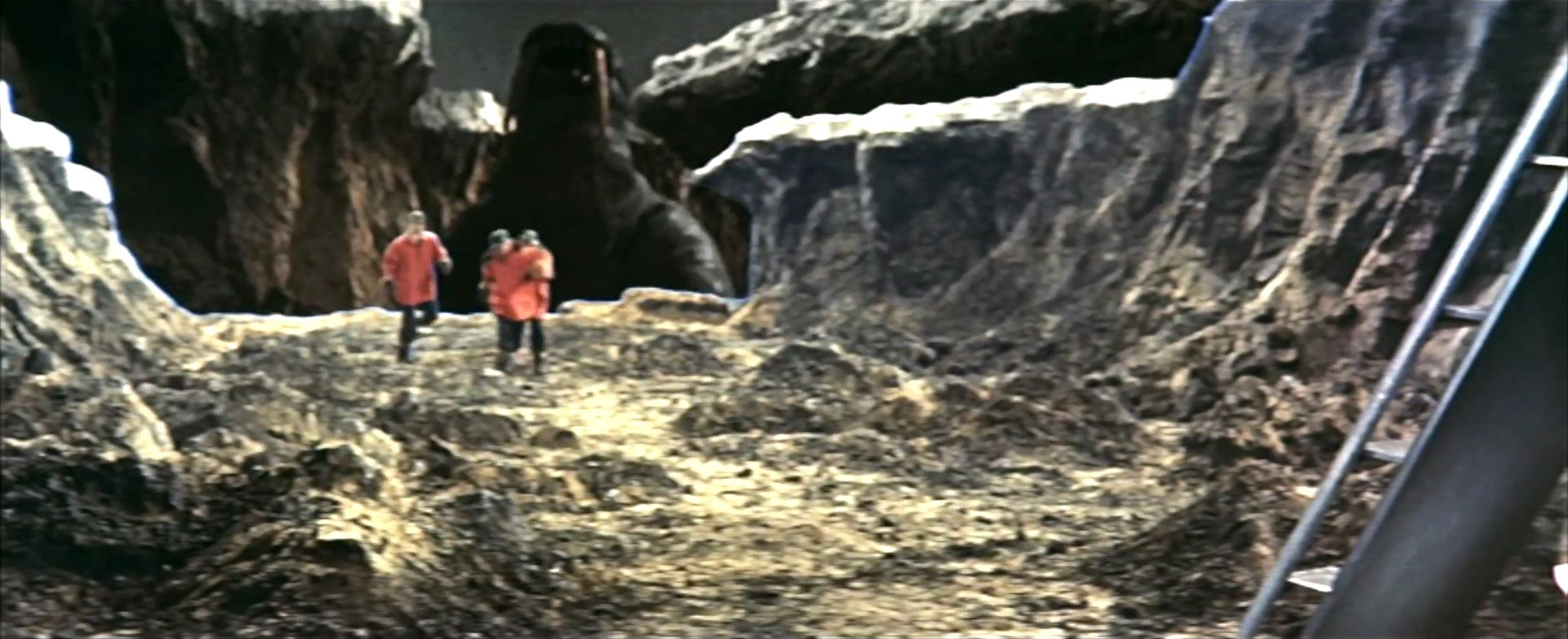
Pierwsza wersja sceny z udziałem Magumy, zaprezentowana w zwiastunie filmu.

Głowa Magumy została wymodelowana przez Teizō Toshimitsu, a jego ciało przez braci Yagi. Zrobili konstrukcję kostiumu od podstaw, używając drucianej siatki, tkaniny i gąbki. Ciało i kończyny zostały sklejone mieszanką lateksu i trocin, z płetwami formowanymi oddzielnie. Kostium był koloru brązowego, z aparatem zainstalowanym w oczach, który pozwalał im świecić na niebiesko. Na kostium został nałożony materiał ognioodporny, aby zabezpieczyć go przed zapaleniem się od płomieni oddawanych przez rury strumieniowe podczas filmowania. Keizō Murase wyrzeźbił kły Magumy z żywicy poliestrowej, kiedy po raz pierwszy użył tego materiału, ponieważ stwierdził, że jest to najlepszy sposób, aby wyglądały na ostre. Eiji Tsuburaya był pod wrażeniem, początkowo wierząc, że kły zostały wykonane z kości słoniowej, zanim Murase wyjaśnił, że użył nowego materiału, ku uciesze Tsuburayi. Ręcznie obsługiwana pacynka Magumy w rozmiarze 2 shaku została użyta do zbliżeń i delikatnego ruchu i była obsługiwania przez członka zespołu modelarskiego, Eizō Kaimai.
Magumę zagrał Katsumi Tezuka. Według słów asystenta reżysera efektów specjalnych,Teruyoshiego Nakano Haruo Nakajima miał grać Magumę w scenach, gdzie potwór był otoczony przez rakiety wodorowe. Jednak Nakajima zaprzeczał, żeby kiedykolwiek grał Magumę. Jako że Tezuka był narażony na intensywne ciepło wydzielane przez rury strumieniowe, ekipa próbowała pomalować mu plecy stopionym tynkiem, ale nie przyniosło to skutku i uciekli się do użycia innego materiału zmniejszającego palność.
Według asystenta operatora efektów specjalnych, Kōichiego Kawakity i Takashiego Shimury sceny związane z Magumą reżyserował Eiji Tsuburaya.
Zastosowanie gazu propanowego do zobrazowania rakiet wodorowych zaproponował Yasuyuki Inoue. Sceny te kręcono w pomieszczeniach z uwzględnieniem wpływu wiatru. Z tego powodu w studiu było bardzo gorąco. Scena zapłonu została sfilmowana na osobnym planie otwartym, przy użyciu 200 kanistrów z propanem. Wysokie ciepło spowodowało konwekcję i wszystkie płomienie przechyliły się w kierunku środka, a Inoue mówi, że nie mógł wyciągnąć siły, którą czuł w scenie na ekranie. Inoue wspomina również, że uważał, że lepiej byłoby zrobić to przez syntezę. Jeden z członków efektów specjalnych Tadaaki Watanabe zeznał, że początkowo używano odparowanej benzyny, ale to nie wyszło, więc przeszły na propan. Ale płomienie nie pojawiły się podczas kręcenia w ciągu dnia, przez operator zdjęć Sadamasa Arikawa wpadł w złość, a w końcu użyto prochu strzelniczego. Ponadto, według Nakano, kiedy konsultował się z Tokyo Gas w sprawie użycia gazu przed pojawieniem się pomysłu na propan, powiedziano mu, że konieczne będzie wyposażenie rur gazowych na skalę dużej fabryki.
JX-1 Hayabusa i JX-2 Ōtori zaprojektowane zostały przez Akirę Watanabe, a ich drewniano-cynowe modele w rozmiarach około 1 shaku i 3 shaykonała firma Gunji Mokei Seisakusho. Model wielkości 3 shaku był w stanie wyrzucać płomienie gazu propanowego z ogona i był używana w scenach startowych. Wystrzeliwana kapsuła wykonana została w dwóch wersjach, małej i dużej. Wykonano również model 1:1.

## Odbiór

### Premiera
Gorath miał premierę 21 marca 1962 roku podwójnym pokazie z Kurenai no sora. Film nigdy nie otrzymał oficjalnej polskiej premiery, jednakowo w 1970 roku został wspomniany przez Stanisława Janickiego w miesięczniku „Kino”, gdzie był tytułowany jako Gorat. Janicki mylnie jednak określa Goratha jako potwora, prawdopodobnie mając na myśli Magumę.

### Wyniki finansowe
Film okazał się klapą finansową, nie zwracając kosztów produkcji i nie zdobywając miejsca na liście dwadzieścia pięć dochodowych filmów w corocznych rankingach kasowych Kinema Junpo.

### Wersja amerykańska
Gorath otrzymał 15 maja 1964 roku ograniczoną premierę kinową na Zachodnim Wybrzeżu w Stanach Zjednoczonych w podwójnym pokazie z The Human Vapor w dystrybucji Brenco Pictures. Za scenariusz odpowiadał John Meredyth Lucas. Wersja anglojęzyczna zawierała obszerną edycję i skrócenie wielu scen. Jedną z największych zmian było usunięcie sekwencji z potworem Magumą, z której większość materiału została usunięta. Chociaż zwłoki Magumy pozostają widoczne w jednym ujęciu, dialog został przepisany, aby uniknąć odniesień do stworzenia i zastąpiony odniesieniami do wybuchu lub akcji wulkanicznej. Dystrybutorzy uznali wygląd Magumy za komiczny, szyderczo nazywając go „morsem Wallym” w nawiązaniu do postaci z kreskówek z Woodym Woodpeckerem. Utwierdziła ich w tym także publiczność na okazach testowych, nawet w przypadku gdy dodano mu ryk Rodana i był spowito mgłą w postprodukcji. Amerykańskie wydanie pierwotnie rozpoczęło się siedmiominutowym prologiem z wykładem astronomicznym, chociaż ta sekwencja wydaje się być wycięta z filmu wkrótce po pokazie przedpremierowym w Egyptian Theatre w Hollywood. Angielski dubbing został nagrany przez Ryder Sound Services,  gdzie użyto tylko czterech aktorów głosowych. Ścieżka dźwiękowa została zmodyfikowana, w tym dodano efekt dźwiękowy dla Goratha, który nie był obecny w oryginalnej japońskiej wersji oraz użyto muzykę autorstwa Ikumy Dana do The Last War.

### Krytyka
„Variety” określił Gorath jako „ogólnie pierwszorzędne przedsięwzięcie”, chwaląc efekty specjalne Eiji Tsuburayi oraz grę Ryō Ikebe jako główną atrakcję obsady.  Jednocześnie zwrócono, że The Human Vapor jest bardziej interesujący z punktu widzenia fabuły.
Ishirō Honda uważał Goratha za swoje szczytowe osiągnięcie i gdyby nie udział Magumy, byłby to jego ulubiony film.
Teuryoshi Nakao był zdania, że zastosowanie miniatury były prawdopodobnie najlepszymi, które Eiji Tsuburaya umieścił w swojej filmografii.

## Odniesienia w kulturze popularnej
- Gorath pojawia się w filmie Godzilla: Ostatnia wojna jako fałszywa planeta, która w rzeczywistości była środkiem transportu Monster X-a[43].
- Powieść science fiction Chikyū idō sakusen Hiroshiego Yamamoto z 2009 roku została napisana jako hołd dla Goratha[44].
- Chiński film Wędrująca Ziemia z 2019 roku został oskarżony o splagiatowanie Goratha ze względu na łudzące podobieństwo fabuły i wizualiów[45].